# Лисачёва, Елена Михайловна
Елена Михайловна Лисачёва (род. 25 ноября 1973, Чебоксары) — советская российская футболистка, полузащитник. Выступала за сборную России. Участница чемпионата мира 1999. Мастер спорта России по футболу (1997), мастер спорта России по футзалу (2010).
Окончила факультет физического воспитания Чувашского государственного педагогического института (1997).
С 2017 года — детский тренер московского клуба «Молния».

## Клубная карьера
Воспитанница футбольной секции при Чебоксарском производственном объединении им. В. И. Чапаева.
В 1990 году стала игроком чебоксарского клуба «Волжанка», участвовавшем в первом розыгрыше чемпионата СССР среди женщин. После распада Советского Союза продолжила выступать за «Волжанку» в российском чемпионате, где Лисачёва играла на протяжении следующих четырёх лет. Дважды включалась в список 33 лучших футболисток по итогам сезона (1993, 1994).
В 1996 году стала игроком тольяттинской «Лады», вместе с которой стала бронзовой призёршей чемпионата 1996 года, дважды выигрывала серебряные медали чемпионата и побеждала в Кубке России. Включалась в список 33 лучших футболисток сезона 1999 года.
После этого перешла в ногинскую «Надежду». В сезоне 2005 года помогла команде стать третьей в чемпионате России.
В 2006 году стала футболисткой клуба «Рязань-ВДВ», где играла на протяжении трёх лет. Вместе с командой участвовала в турнире «Кубанская весна» 2007 и 2008. Признавалась лучшей полузащитницей данного турнира в 2007 году. В 2011 году выступала за казанскую «Нику» в первом дивизионе.

## Карьера в сборной
Выступала за сборную России. В 1993 году провела одну игру в рамках товарищеского турнира против Греции (2:2) и одну игру квалификации на чемпионат Европы 1993 против Украины (2:0). Участвовала в отборочных турнирах на чемпионаты Европы 1995 и 1997 годов. На каждой из квалификаций провела по три игры.
В 1999 году Юрий Быстрицкий включил Лисачёву в заявку сборной на чемпионат мира 1999 в США, где россиянки дошли до 1/4 финала. Лисачёва являлась запасным игроком и не провела ни одного матча на турнире. В отборе на чемпионат Европы 2001 года провела одну игру против Сербии (4:0).

## Футзал
В 2009 году организовала футзальный клуб «Волжанка», став его играющим тренером. В течение года команда успела стать двукратным обладателем Кубка России (2009, 2010), Кубка Европы 2010 года и серебряным призёром чемпионата России. За победу в Кубке России получила звание мастера спорта по футзалу.
В 2014 году на футзальном турнире памяти Татьяны Егоровой выступала за самарский ЦСК ВВС и была признала лучшей футболисткой турнира.

## Достижения
«Лада»
- Серебряный призёр чемпионата России (2): 2002, 2003
- Бронзовый призёр чемпионата России: 1996
- Обладатель Кубка России: 2003

«Надежда»
- Бронзовый призёр чемпионата России: 2005